# Tärnö-Yttre Ekö
Tärnö-Yttre Ekö este o arie protejată (arie specială de conservare — SAC, sit de importanță comunitară — SCI) din Suedia întinsă pe o suprafață de 106 ha, integral pe uscat.

## Localizare
Centrul sitului Tärnö-Yttre Ekö este situat la coordonatele 56°06′43″N 14°58′11″E / 56.112°N 14.9697°E.

## Înființare
Situl Tärnö-Yttre Ekö a fost declarat sit de importanță comunitară în decembrie 1998 pentru a proteja un număr necunoscut de specii din flora spontană și fauna sălbatică aflate în arealul zonei. Situl a fost protejat și ca arie specială de conservare în martie 2011.

## Biodiversitate
Situată în ecoregiunile continentală și marină baltică, aria protejată conține 8 habitate naturale: Vegetație anuală la limita mareei, Pajiști uscate europene, Recifuri, Bancuri de nisip acoperite în permanență slab de apă marină, Golfuri mici largi și golfuri puțin adânci, Formațiuni de Juniperus communis pe lande sau pajiști calcaroase, Păduri acidofile de stejar bătrân cu Quercus robur pe câmpii nisipoase, Litoraluri nisipoase din Baltica boreală cu vegetație perenă.
La baza desemnării sitului se află un număr nedeclarat de specii protejate.